# Wasylkiwśka
Wasylkiwśka (ukr. Васильківська) – jedna ze stacji kijowskiego metra na linii Obołonśko-Teremkiwskiej. Została otwarta 15 grudnia 2010. 
Nazwa stacji nawiązuje do ulicy, która biegnie do miasta Wasylków, w obwodzie kijowskim